# Charles Merrill (zapaśnik)
Charles "Zach" Zachary Merrill (ur. 10 kwietnia 1992) – portorykański zapaśnik startujący w obu stylach. Zajął 23. miejsce na mistrzostwach świata w 2018. Srebrny medalista igrzysk Ameryki Środkowej i Karaibów w 2018. Piąty na mistrzostwach panamerykańskich w 2018 roku. Zawodnik California Baptist University i University of Oklahoma